# ROM1
La proteína 1 de la membrana del segmento externo de la barra es una proteína que en humanos está codificada por el gen ROM1.
Este gen es miembro de una familia de genes específicos de fotorreceptores y codifica una proteína de membrana integral que se encuentra en el borde del disco del fotorreceptor del ojo. Esta proteína puede formar homodímeros o puede heterodimerizar con otra proteína fotorreceptora, la periferina-2. Es esencial para la morfogénesis del disco y también puede funcionar como una molécula de adhesión involucrada en la estabilización y compactación de los discos del segmento externo o en el mantenimiento de la curvatura del borde. Ciertos defectos en este gen se han asociado con la retinitis pigmentosa, una enfermedad ocular degenerativa.